# Protalveolata
Protalvelata o protoalveolados es un grupo de protistas que se incluye en el filo Miozoa de los alveolados. Están estrechamente relacionados con Dinoflagellata y Apicomplexa y pueden constituir una línea de transición entre ellos. Comprende varios géneros recientemente descubiertos y otros que se anteriormente se incluían en otros filos. Sin embargo, recientemente se ha comprobado que es un grupo parafilético y actualmente sus componentes se clasifican como grupos independientes.
En la línea de los apicomplejos se incluye a los grupos:
- Chromerida. Carecen de complejo apical, pero contienen un plasto completamente funcional. Se les considera los organismos fotosintéticos más próximos a los apicomplejos.
- Colpodellida. Caracterizados por poseer un complejo apical similar al de los apicomplejos. Son predadores de otros protistas. Anteriormente se incluían en el género Spiromonas y en la familia Spiromonadidae, que han sido invalidados.[3]

En la línea de los dinoflagelados se incluye:
- Perkinsozoa. Parásitos intracelulares de moluscos y de protistas, que probablemente tengan un plasto degenerado y un complejo apical incompleto.

Finalmente, otros grupos son basales a la línea Apicomplexa/Dinoflagellata:
- Acavomonidia. Son organismos biflagelados marinos, de agua dulce y que también pueden encontrarse en el suelo, rápidos nadadores y predadores de otros flagelados más pequeños. Son muy similares a Colponemidia, pero se diferencian de ellos en que no presentan el surco de alimentación longitudinal.

- Colponemidia. Al igual que los anteriores, son organismos biflagelados marinos, de agua dulce y que también pueden encontrarse en el suelo, rápidos nadadores y predadores de otros flagelados más pequeños. Presentan un surco de alimentación longitudinal.

Los siguientes tres grupos se suelen clasificar en Dinoflagellata:
- Ellobiopsea. Un grupo de clasificación incierta, principalmente ectoparásitos de crustáceos.

- Oxyrrhea. Comprende una especie predadora con un plasto vestigial.

- Syndinea. Son parásitos principalmente de crustáceos y protistas y carecen de plastos. Incluye a los denominados provisionalmente grupos I (Ichthyodinium, Duboscquella) y II (Amoebophrya, Hematodinium, Syndinium) de alveolados marinos.[5]